# 엘리트 원
엘리트 원(Championnat du Cameroun de football)은 카메룬의 최상위 축구 리그이며 1961년에 공식 출범하였다.

## 2016 시즌 참가 팀
- 에이글 로얄 메누아 (창)
- APEJES 아카데미 (야운데)
- 밤부토스 FC (음부다)
- 보타포고 FC (두알라)
- 카농 야운데 (야운데)
- 코스모스 드 바피아 (바피아)
- 코통 스포르 FC (가루아)
- 드래곤 클럽 (야운데)
- 에딩 스포르 FC (레키)
- 르 아스트레 FC (두알라)
- 리온 블레세 (포투니)
- 뉴 스타 FC (두알라)
- 팡테르 뒤 은데 (방강테)
- RC 바푸삼 (바푸삼)
- UMS 드 룸 (니욤베)
- 유니언 두알라 (두알라)
- 우니스포르 FC (바팡)
- YOSA FC (바멘다)